# Titrage des fils textiles

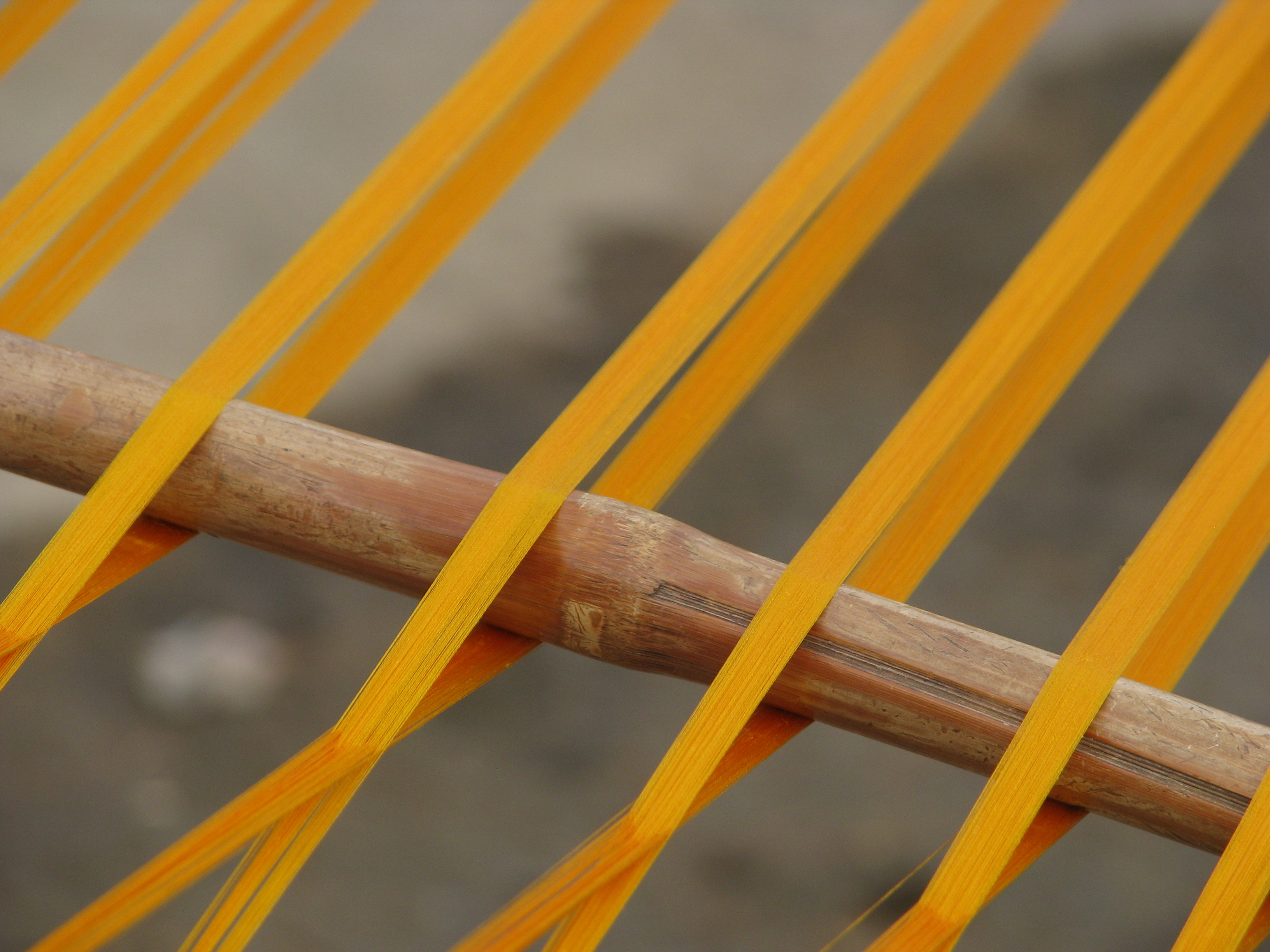
Fils de soie sur métier à tisser en Inde.

Le titrage des fils textiles est l’opération qui a pour objet d’indiquer la grosseur des fils textiles. Cette indication est le titre ou numéro du fil, le numéro étant le rapport entre une masse fixe et la longueur variable de fil ayant cette masse.

## Titre

### Unité internationale
Le tex est l’unité internationale de titrage depuis 1956.
Le titre d’un fil exprimé en tex (abréviation tex) est la masse en grammes de mille mètres de ce fil. Ainsi :
1 tex = 1 g/km = 10−6 kg/m (masse linéique en unités SI)
Son sous-multiple, le décitex (abréviation dtex) est plus couramment employé.

### Denier
Le titre d’un fil exprimé en deniers (abréviation den) est la masse en grammes de 9 000 mètres de ce fil. Ainsi :
1 den = 1,111 × 10−7 kg/m = 1,111 dtex
Pour la conversion des décitex aux deniers, il faut multiplier le titre du fil par 0,9 - et diviser par 0,9 pour la conversion dans l'autre sens.
Le terme denier vient du denier franc, une pièce de monnaie de la petite valeur (d'une valeur de 1⁄12 soulidus). Appliqué au fil textile, un denier était considéré comme égal en poids à 1⁄24 once (1,2 g).
Des termes plus larges, tels que fin, peuvent être appliqués, soit parce que le fil, en général, est fin, soit parce que les fibres de ce fil sont minces. Un fil de 75 deniers est considéré comme fin même s'il ne contient que quelques fibres, comme trente fibres de 2,5 deniers; mais un fil plus lourd, tel que 150 deniers, n'est considéré comme fin car ses fibres sont individuellement aussi fines qu'un denier.
- Une fibre est généralement considérée comme une microfibre si elle est d'un denier ou moins.
- Une fibre polyester à un denier a un diamètre[2] d'une dizaine de micromètres.
- Quand il s'agit de bonneterie, un denier de fil plus élevé donne une paire de collants plus épaisse. Les articles de bonneterie varient en deniers d'environ 8 deniers à 40 deniers et jusqu'à 200 deniers ou plus[3].